# رایان اوستهویزن
رایان اوستهویزن (انگلیسی: Ryan Oosthuizen؛ زادهٔ ۲۲ مهٔ ۱۹۹۵) بازیکن راگبی ۷ نفره اهل آفریقای جنوبی است.
وی در مسابقات کشوری و بین‌المللی در مجموع برندهٔ ۱ مدال نقره، ۱ مدال برنز شده است.